# 3711 Ellensburg
3711 Ellensburg este un asteroid din centura principală, descoperit pe 31 august 1983 de James Gibson.